# New York State Route 417
New York State Route 417 ist eine 167,66 km lange Fernstraße im als Southern Tier bezeichneten Teil des Bundesstaates. Es ist die längste von mehreren State Routes in New York, die einst Teil der New York State Route 17 waren, bevor der Southern Tier Expressway gebaut wurde. Die Strecke ist die westlichste Zweigstrecke zur heutigen State Route 17. Sie kommt an einer Stelle auf nur 30 m an die Grenze zwischen den Bundesstaaten New York und Pennsylvania heran.
State Route 417 ist eine der längsten Strecken in New York mit einer dreistelligen Streckennummer.

## Streckenbeschreibung

### Cattaraugus County
Im Westen beginnt NY 417 an einer Ausfahrt der Interstate 86/New York State Route 17 direkt westlich der City of Salamanca im Cattaraugus County. New York State Route 353 endet an einer Kreuzung mit NY 417 und etwas weiter östlich überlappen NY 417 und U.S. Highway 219 für einige Kilometer, bevor letzterer nach Süden in Richtung Bradford, Pennsylvania abzweigt. NY 417 folgt danach dem Allegany River und dem Autobahnkorridor zu einer Stelle westlich von Village of Allegany, wo die Straße indirekt an die Autobahn angeschlossen ist und führt dann nach Olean, dem größten Ort im Streckenverlauf. Dort kreuzt sich die State Route mit New York State Route 16.
NY 417 führt durch den östlichen Rand Oleans und schwenkt dann nach Südwesten, vom Autobahnkorridor weg und folgt weiterhin dem Fluss ins Village of Portville, wo sich die Straße kurz mit der New York State Route 305 überlappt. Nach dem Durchqueren des kleinen Orts führt NY 417 weiter in südöstlicher Richtung in das Allegany County.

### Allegany County
Dort nähert sich NY 417 im kleinen Weiler Ceres nehe genug an die Staatsgrenze zu Pennsylvania an, um de facto den nördlichen Endpunkt der Pennsylvania Route 44 zu bilden.
Die Route knickt dann nach Nordosten und erreicht nach einigen Kilometern das Bolivar wo New York State Route 275 nach Norden abzweigt und NY 417 wieder zu einer östlicheren Richtung zurückkehrt, nach Wellsville, durch dessen Ortsmitte für eine kurze Strecke NY 417 gemeinsam mit New York State Route 19 am Genesee River entlangführt.
Außerhalb des Ortes beginnt der Abschnitt durch ein enges und malerisches Tal am Dyke Creek entlang nach Andover, wo New York State Route 21 ihre lange Reise in den Norden des Bundesstaates beginnt. Drei Kilometer östlich des Ortes erreicht sie das Steuben County.

### Steuben County
NY 417 steigt weiter und weiter hinauf und erreicht bei West Greenwood den höchsten Punkt der Strecke. Vor der Verlegung von NY 16 war dies mit rund 700 m der höchste Punkt auf einer State Route im Westen und der Mitte des Bundesstaates. Die Straße fallt danach nach Greenwood hinunter, wo sie sich mit New York State Route 248 schneidet.
In Jasper überlappt sich NY 417 kurz mit New York State Route 36, bevor sie einem Mäander gleichend das Tal des Canisteo River und das Village of Addison erreicht, wo einst die inzwischen aufgelöste New York State Route 432 endete. Von dort führt ein gerader, gut unterhaltener Abschnitt zum östlichen Endpunkt der von NY 417 am U.S. Highway 15. 

## Geschichte
Ein Großteil der heutigen Route 417 war 1924 Teil der Route 17, zwischen Olean und Wellsville sowie zwischen Andover und Jasperwar die Strecke jedoch keine nummerierte Fernstraße. Bei der Neunummerierung 1930 wurde der Streckenverlauf von NY 17 zwischen Salamanca und Corning verlegt. Er entsprach danach der heutigen NY 417.
NY 417 war ursprünglich für eine kürzere Straße im Otsego County bei Otego vergeben. Als der Southern Tier Expressway sich der Fertigstellung näherte, wurden Teilabschnitte der früheren zweistreifigen NY 17 abschnittsweise zur NY 417 umgewidmet, zunächst 1970 zwischen Steamburg und Salamanca im Chautauqua County. Ironischerweise ist dieser erste Abschnitt inzwischen nicht mehr Teil der NY 417, da der Verkehr auf dieser Straße innerhalb der Allegany Reservation eingestellt wurde.
Im Jahr 1980 hatte NY 417 auf der derzeitigen Trasse zwischen Allegany und Corning die verlegte NY 17 vollkommen ersetzt. The route was extended west to its current terminus in Salamanca between 1980 and 1989. Ursprünglich lag der östliche Endpunkt in Painted Post, wobei sich der Abschnitt zwischen dem heutigen Endpunkt in Gang Mills und Painted Post mit NY 15 überlappte. Diese Überlappung wurde später aufgegeben.
Der ehemalige Streckenteil der NY 417 von Steamburg nach Salamanca ist heute als New York State Route 951T verzeichnet, eine nicht ausgeschilderte Referenzstrecke. Physisch ist die Straße noch vorhanden, sie ist aber teilweise gesperrt, da die Möglichkeit besteht, dass bei einem hohen Wasserstand im Allegheny Reservoir die Straße überflutet wird. Frei befahrbar sind nur zwei kurze Abschnitte, ein 750 m langer Stumpf östlich von der Kreuzung mit I-86, NY 17 und NY 394 in Cold Spring und der östliche, 5,7 km lange Abschnitt, der von der City of Salamanca aus nach Westen führt.